# Mätstorhet
En mätstorhet är den storhet man skall mäta. Denna kan bli påverkad av influensstorheter så att resultatet blir felaktigt.
Exempel på mätstorheter i kroppen är blodgas, benmassa och andningsvolym. I andningsvolymen. I den sistnämnde är temperaturen en influensstorhet, en felkälla, som påverkar den inandade luftens volym så att den blir större vid utandning på grund av att den expanderar i den högre temperaturen i kroppen.